# Lista regiunilor Africii

Cele cinci regiuni importante ale Africii, conform Geo-schemei Națiunilor Unite pentru Africa.

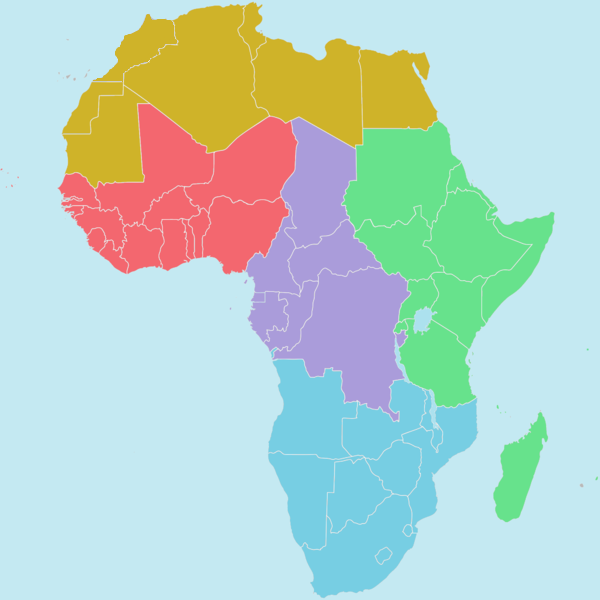
Cele cinci regiuni ale Uniunii Africane.

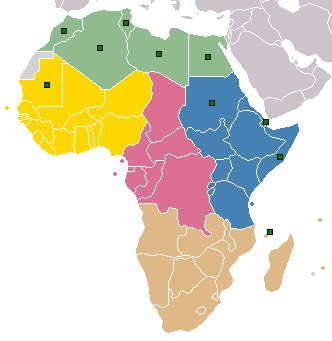
Cele cinci regiuni ale Confederației Fotbalului din Africa.

Continentul Africa este, de obicei, împărțit în cinci regiuni sau subregiuni. Patru dintre acestea se găsesc în Africa Subsahariană.

## Listă de subregiuni din Africa
Cele cinci subregiuni:
- Africa Nordică
- Africa Subsahariană
  - Africa Răsăriteană
  - Africa Centrală
  - Africa Sudică
  - Africa Occidentală

## Lista țărilor din Africa pe subregiuni
| Subregiune         | Țară sau teritoriu                                                                                          |
| ------------------ | --- |
| Africa Nordică     | Azores – Azore (Portugalia)                                                                                 |
| Africa Nordică     | Algeria |
| Africa Nordică     | Canary Islands – Insulele Canare (Spania)                                                                   |
| Africa Nordică     | Ceuta (Spania)                                                                                              |
| Africa Nordică     | Egypt – Egipt                                                                                               |
| Africa Nordică     | Libya - Libia                                                                                               |
| Africa Nordică     | Madeira (Portugalia)                                                                                        |
| Africa Nordică     | Melilla (Spania)                                                                                            |
| Africa Nordică     | Morocco – Maroc                                                                                             |
| Africa Nordică     | Sudan |
| Africa Nordică     | Tunisia |
| Africa Nordică     | Western Sahara – Sahara Occidentală                                                                         |
| Africa Răsăriteană | British Indian Ocean Territory (United Kingdom) – · – Teritoriul Britanic din Oceanul Indian (Regatul Unit) |
| Africa Răsăriteană | Burundi |
| Africa Răsăriteană | Comoros – Comore                                                                                            |
| Africa Răsăriteană | Djibouti |
| Africa Răsăriteană | Eritrea – Eritreea                                                                                          |
| Africa Răsăriteană | Ethiopia – Etiopia                                                                                          |
| Africa Răsăriteană | French Southern Territories – · – Teritoriile australe și antarctice franceze (Franța)                      |
| Africa Răsăriteană | Kenya |
| Africa Răsăriteană | Madagascar                                                                                                  |
| Africa Răsăriteană | Malawi |
| Africa Răsăriteană | Mauritius                                                                                                   |
| Africa Răsăriteană | Mayotte (Franța)                                                                                            |
| Africa Răsăriteană | Mozambique                                                                                                  |
| Africa Răsăriteană | Reunion (Franța)                                                                                            |
| Africa Răsăriteană | Rwanda |
| Africa Răsăriteană | Seychelles                                                                                                  |
| Africa Răsăriteană | Somalia |
| Africa Răsăriteană | South Sudan – Sudanul de Sud                                                                                |
| Africa Răsăriteană | Tanzania |
| Africa Răsăriteană | Uganda |
| Africa Răsăriteană | Zambia |
| Africa Răsăriteană | Zimbabwe |
| Africa Centrală    | Angola |
| Africa Centrală    | Cameroon – Camerun                                                                                          |
| Africa Centrală    | Central African Republic – Republica Centrafricană                                                          |
| Africa Centrală    | Chad – Ciad                                                                                                 |
| Africa Centrală    | Congo |
| Africa Centrală    | DR Congo – Republica Democratică Congo                                                                      |
| Africa Centrală    | Equatorial Guinea – Guineea Ecuatorială                                                                     |
| Africa Centrală    | Gabon |
| Africa Centrală    | São Tomé and Príncipe – São Tomé și Príncipe                                                                |
| Africa Sudică      | Botswana |
| Africa Sudică      | Eswatini |
| Africa Sudică      | Lesotho |
| Africa Sudică      | Namibia |
| Africa Sudică      | South Africa – Africa de Sud                                                                                |
| Africa Occidentală | Benin |
| Africa Occidentală | Burkina Faso                                                                                                |
| Africa Occidentală | Cape Verde - Republica Capului Verde                                                                        |
| Africa Occidentală | Côte d'Ivoire (Ivory Coast) – Coasta de Fildeș                                                              |
| Africa Occidentală | Gambia |
| Africa Occidentală | Ghana |
| Africa Occidentală | Guinea |
| Africa Occidentală | Guinea-Bissau                                                                                               |
| Africa Occidentală | Liberia |
| Africa Occidentală | Mali |
| Africa Occidentală | Mauritania                                                                                                  |
| Africa Occidentală | Niger |
| Africa Occidentală | Nigeria |
| Africa Occidentală | Saint Helena, Ascension and Tristan da Cunha – · – Sfânta Elena, Ascension și Tristan da Cunha              |
| Africa Occidentală | Senegal |
| Africa Occidentală | Sierra Leone                                                                                                |
| Africa Occidentală | Togo |

## Privire direcțională
Una din modalitățile de categorizare a Africii este cea direcțională, așa cum este cea din punctul de vedere al punctelor cardinale. Astfel, se poate remarca că:
- Africa Nordică se situează la nord de deșertul Sahara și se întinde de-a lungul coastei sudice a Mării Mediterane.
- Africa Occidentală este acea parte a Africii situată aproximativ la vest de longitudinea de 10° est, excluzând Africa Nordică și Maghreb-ul. Africa Occidentală conține porțiuni însemnate din Sahara și Munții Adamawa.
- Africa Răsăriteană se întinde de la Marea Roșie și Cornul Africii la Mozambique, incluzând Madagascarul.
- Africa Centrală este constituită din cea mai mare parte a centrului Africii, care nu se regăsește fie total sau parțial în celelalte patru regiuni.
- Africa Sudică constă, în general, din porțiunea situată la sud de latitudinea 10° latitudine sudică și de marile păduri ecuatoriale ale bazinului hidrografic Congo.

Acest mod de categorizare este folosit, în special, în utilizarea Geoschemei Națiunilor Unite pentru Africa și a Regiunilor Uniunii Africane.

## Privire fiziografică

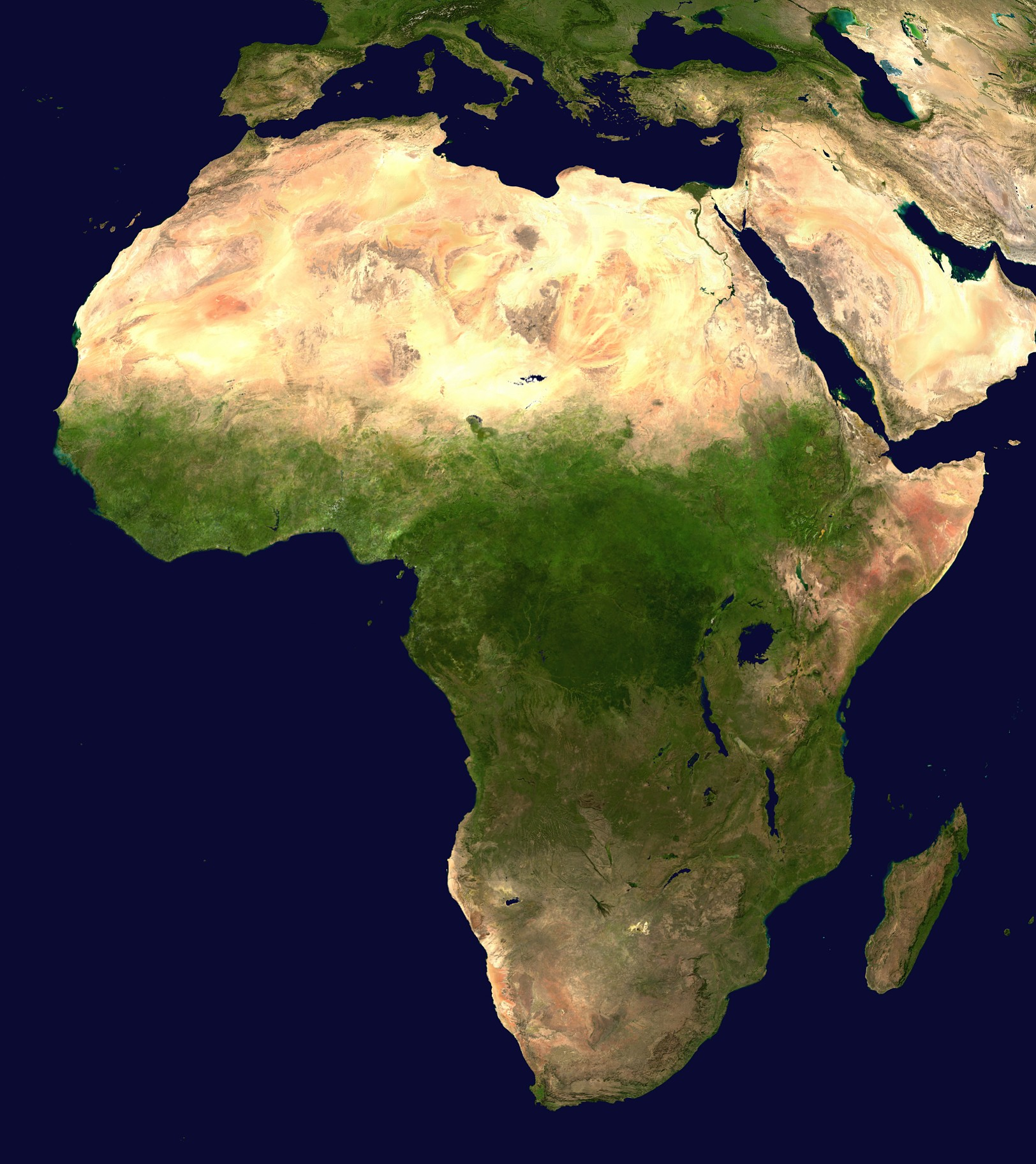
Imagine satelitară a Africii, indicând schimbarea ecologică, care definște zona sub - Saharaniană

O altfel de privire, obișnuită în definirea zonelor continentului Africa, este acea de utilizare a formelor de relief, regiuni climatice sau tipuri de vegetație:
- Nubia – Nubia Inferioară și Nubia Superioară;
- Egipt – Egiptul de Sus și Egiptul de Jos;
- Zona Maghreb-ului este o regiune din nord-vestul Africii, care cuprinde zona coastei sudice a Mării Mediterane, a Munților Atlas din Morocco, respectiv Algeria și Tunisia.
- Deșertul Sahara este o regiune masivă, dar, mai ales, extrem de depopulată din Africa de Nord, care conține cea mai mare zonă a deșerturilor fierbinți ale planetei Pământ.
- Africa Subsahariană este acea zonă a continentului Africa, ce se găsește la sud de Sahara.
- Regiunea Sahel acoperă un fel de „centură” formată dintr-o zonă ierboasă, de tip preerie, aflată la sud de Sahara întindându-se, de la vest la est, din Senegal până în Sudan.
- Regiunea Sudan, care este doar ușor mai umedă și arabilă, aflată sub zona Sahel.
  - Savana sudaneză
  - Sudd
- Zona Cornului Africii este o peninsulă din Africa Estică, ce se înfige adânc, pentru sute de kilometri, în   Marea Arabiei, și se găsește în partea sudică a Golfului Aden. Zona Cornului Africii cuprinde patru țări, Etiopia, Eritreea, Somalia și Djibouti.
  - Zona podișelor din Etiopia („Acoperișul Africii”)
- Nigritia ori Negroland
- Regiunea Guineei se deosebește din vecinul Sudan, prin zona pădurii tropicale și care se întinde de-a lungul Oceanului Atlantic din Guineea în Nigeria.
  - Guineea de Sus, Guineea de Mijloc, Guineea de Jos și Guineea Tropicală
  - Coasta de Aur (regiune), Coasta Sclavilor (Africa de Vest), Coasta de Fildeș și Coasta Piperului
- Rhodezia (regiune) – Rhodezia de Nord, Rhodezia de Sud)
- Mayombe
- Zona Bazinului fluviului Congo, care este o regiune de pădure tropicală umedă.
- Zona Bazinului Chadului, care este cel mai mare bazin endoreic din Africa, centrat pe Lacul Ciad.
- Regiunea Riftul African Estic – Regiunea conține trei țări Tanzania, Kenya și Uganda.
  - Munții Riftului Estic
  - Lacurile Vâii Riftului
  - Marile Lacuri Africane
- Coasta Swahili
- Coasta Barbară
- Coasta Scheletelor
- Marile Pante Sud Africane
- Karoo
- Bushveld
- Mittelafrika
- Igboland (Mbaise)
- Maputaland
- Azania
- Kalahari
- Borkou
- Înălțimile Ouaddaï
- Agadez
- Azawad
- Kanem
- Darfur
- Bahr el Ghazal
- Equatoria
- Nilul Superior (regiune)
- Kordofan
- Capul Bunei Speranțe – (Colonie neerlandeză (1652 – 1795 și 1802 - 1806) a Capului Bunei Speranțe și Colonia Capului (1795 - 1802 și 1806 – 1910)
- Bushmanland
- Natal
- Griqualand
- Veld
- Pentru zone depresionare și depresiuni, referința este articolul Depresiuni din Africa
- Pentru zone și lanțuri montane, referința este articolul Listă de lanțuri montane
- Pentru zone deșertice, referința este articolul Listă de deșerturi
- Kivu